# Місія ООН у Ліберії
Місія Організації Об'єднаних Націй в Ліберії (МООНЛ або United Nations Mission in Liberia) — миротворча місія ООН у Ліберії, заснована резолюцією 1509 (2003) Ради Безпеки від 19 вересня 2003 року для підтримки виконання Угоди про припинення вогню і здійснення мирного процесу; захисту персоналу Організації Об'єднаних Націй, об'єктів і цивільних осіб; підтримки діяльності з надання гуманітарної допомоги та допомоги в області прав людини; а також для підтримки реформи в галузі безпеки, включаючи підготовку національної поліції і формування нових, реформованих збройних сил.
Штаб місії розташований в столиці Ліберії — місті Монровія.
Дія мандату місії ООН завершилася в квітні 2018 року, тому  війська, що брали участь у миротворчій операції виведені з країни.

## Учасники
- Чисельність: 2976[4]
  - Військовий і поліцейський персонал — 1690:
    - військовослужбовці — 1158;
    - військові спостерігачі — 30;
    - поліція — 502;

  - Цивільний персонал — 1159:
    - міжнародний цивільний персонал — 358;
    - місцевий цивільний персонал — 801;

  - Добровольці ООН — 127;
- Загиблих — 199.

Затверджений бюджет на період з липня 2016 року по червень 2017 року: 187 192 400 дол. США.

### Країни

#### Військова підтримка
- Бангладеш
- Бенін
- Болівія
- Бразилія
- Болгарія
- КНР
- Хорватія
- Данія
- Німеччина
- Еквадор
- Єгипет
- Ефіопія
- Фінляндія
- Франція
- Гамбія
- Гана
- Індонезія
- Йорданія
- Кенія
- Киргизстан
- Південна Корея
- Північна Македонія
- Малайзія
- Чорногорія
- Намібія
- Непал
- Нігер
- Нігерія
- Пакистан
- Парагвай
- Перу
- Філіппіни
- Польща
- Румунія
- Росія
- Замбія
- Сенегал
- Сербія
- Зімбабве
- Того
- Україна
- США

#### Поліцейська підтримка
- Аргентина
- Бангладеш
- Боснія і Герцеговина
- Бразилія
- КНР
- Єгипет
- Сальвадор
- Фіджі
- Гамбія
- Німеччина
- Гана
- Індонезія
- Ємен
- Йорданія
- Кенія
- Киргизстан
- Литва
- Намібія
- Непал
- Нігерія
- Норвегія
- Пакистан
- Філіппіни
- Польща
- Росія
- Руанда
- Замбія
- Сербія
- Шрі-Ланка
- Швеція
- Швейцарія
- Таїланд
- Туреччина
- Уганда
- Україна
- США
- Уругвай
- Зімбабве

### Україна

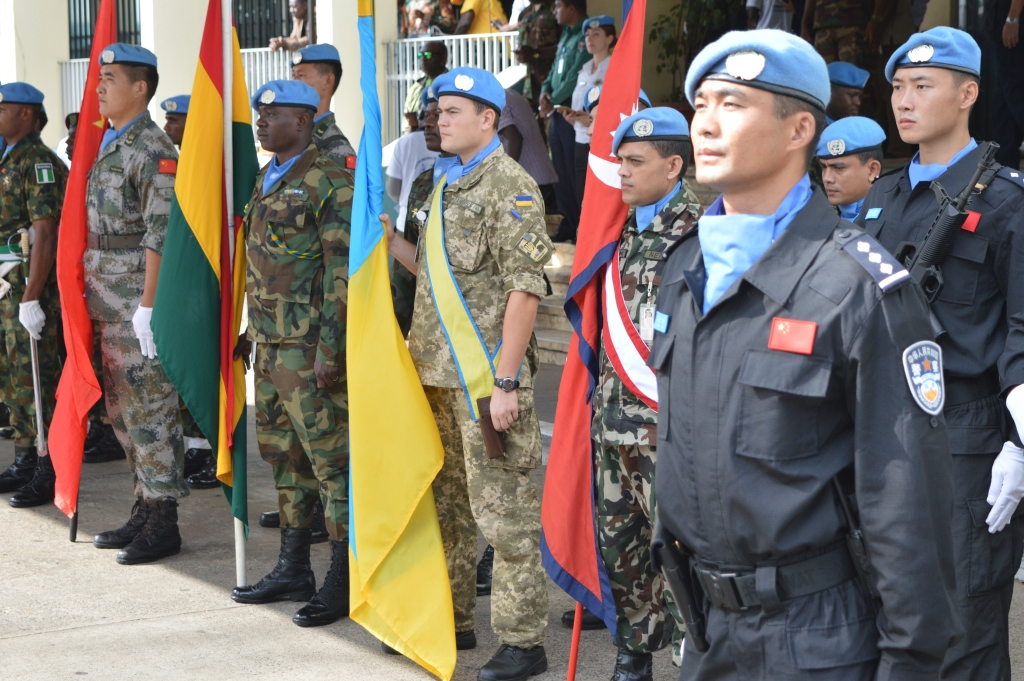
Національний контингент у Ліберії під час святкування Міжнародного дня миротворців ООН

Аеропорт Робертсфілд:
- особовий склад — 258 осіб
- Мі-8МТ — 7 одиниць
- вертольотів Мі-24 — 3 одиниці

Аеродром Грінвіл:
- особовий склад — 14 осіб
- вертольотів Мі-8МТ — 1 одиниця

Аеродром Зведру:
- особовий склад — 2 особи
- автомобільна техніка — 2 одиниці

## Основні завдання Місії
- спостереження за дотриманням сторонами конфлікту угоди про припинення вогню;
- контроль за дотриманням прав людини;
- сприяння процесу роззброєння, демобілізації, реінтеграції та репатріації усіх учасників збройних формувань;
- забезпечення безпеки ключових урядових об'єктів;
- участь у реформуванні Збройних Сил та поліції Ліберії;
- забезпечення безпеки персоналу ООН та інших міжнародних організацій, захист цивільних осіб.